# Vârful Boiu, Munții Făgăraș
Boiu sau Boia este un vârf muntos situat în Munții Făgăraș având înălțimea de 2426 m. Înspre nord, se găsește vârful Ciortea. Accesul pe acest vârf nu se face pe potecă turistică marcată.

## Galerie foto

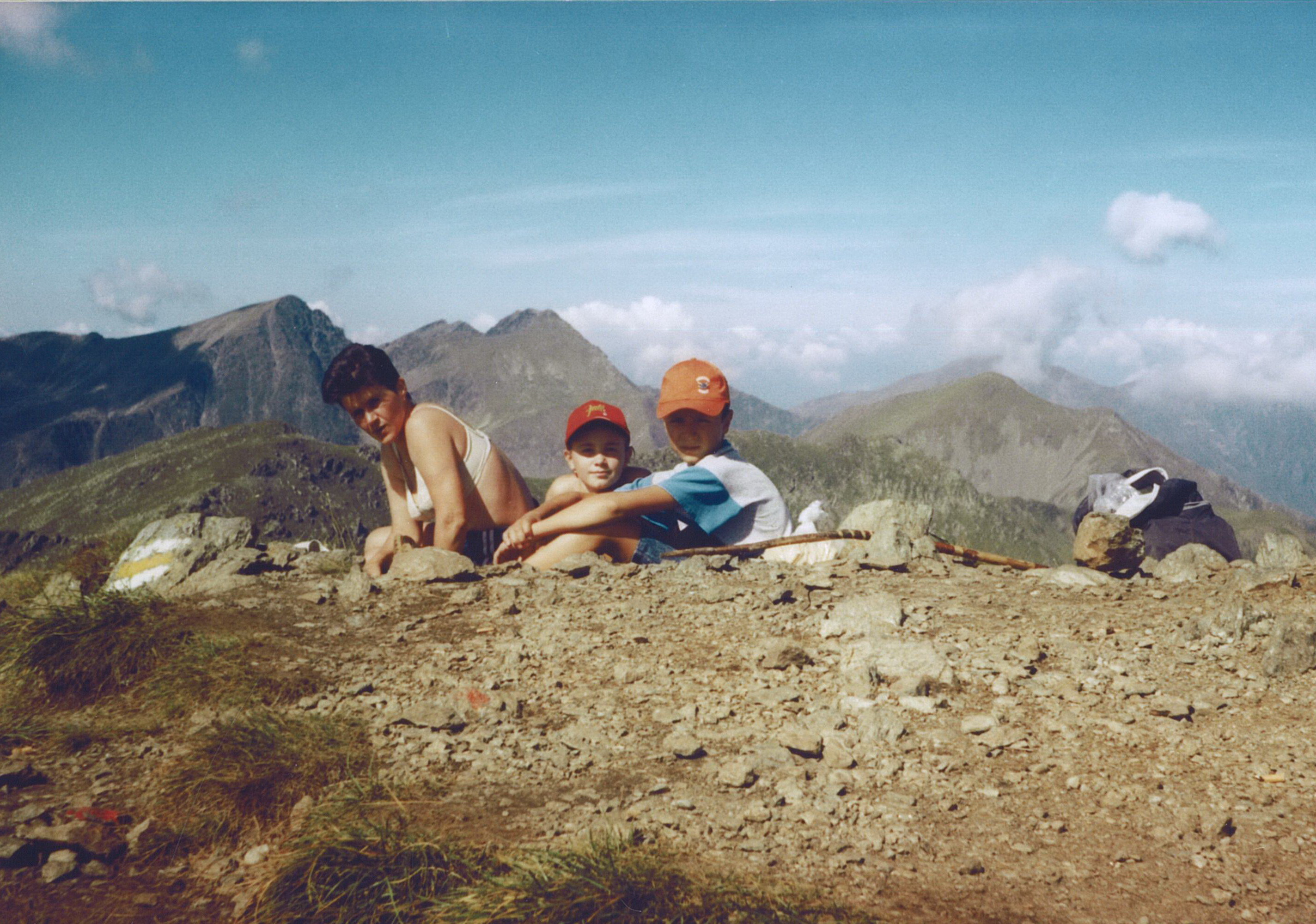
Vârful Boiu (vezi detalii foto !)
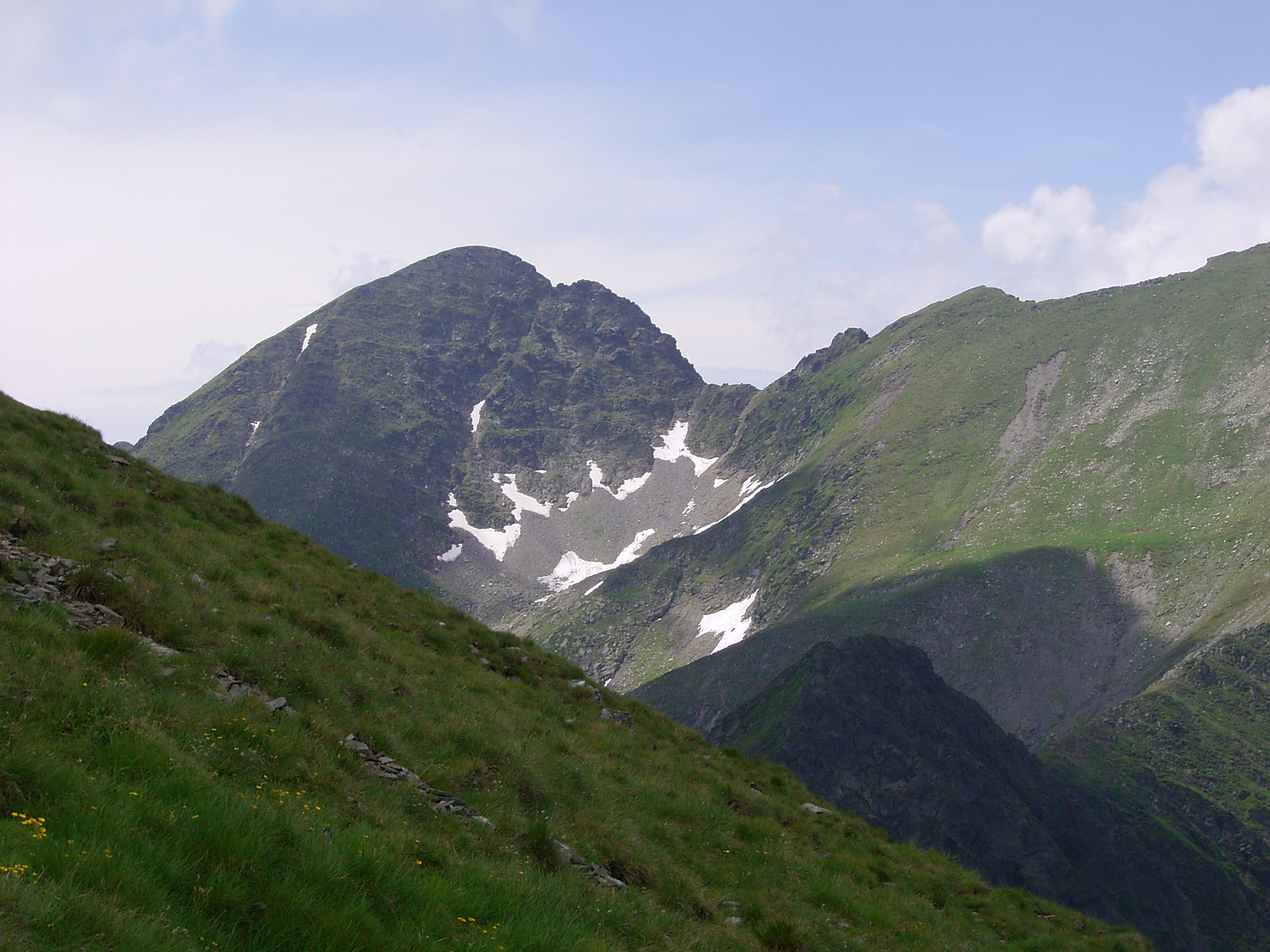
Vârful Boiu
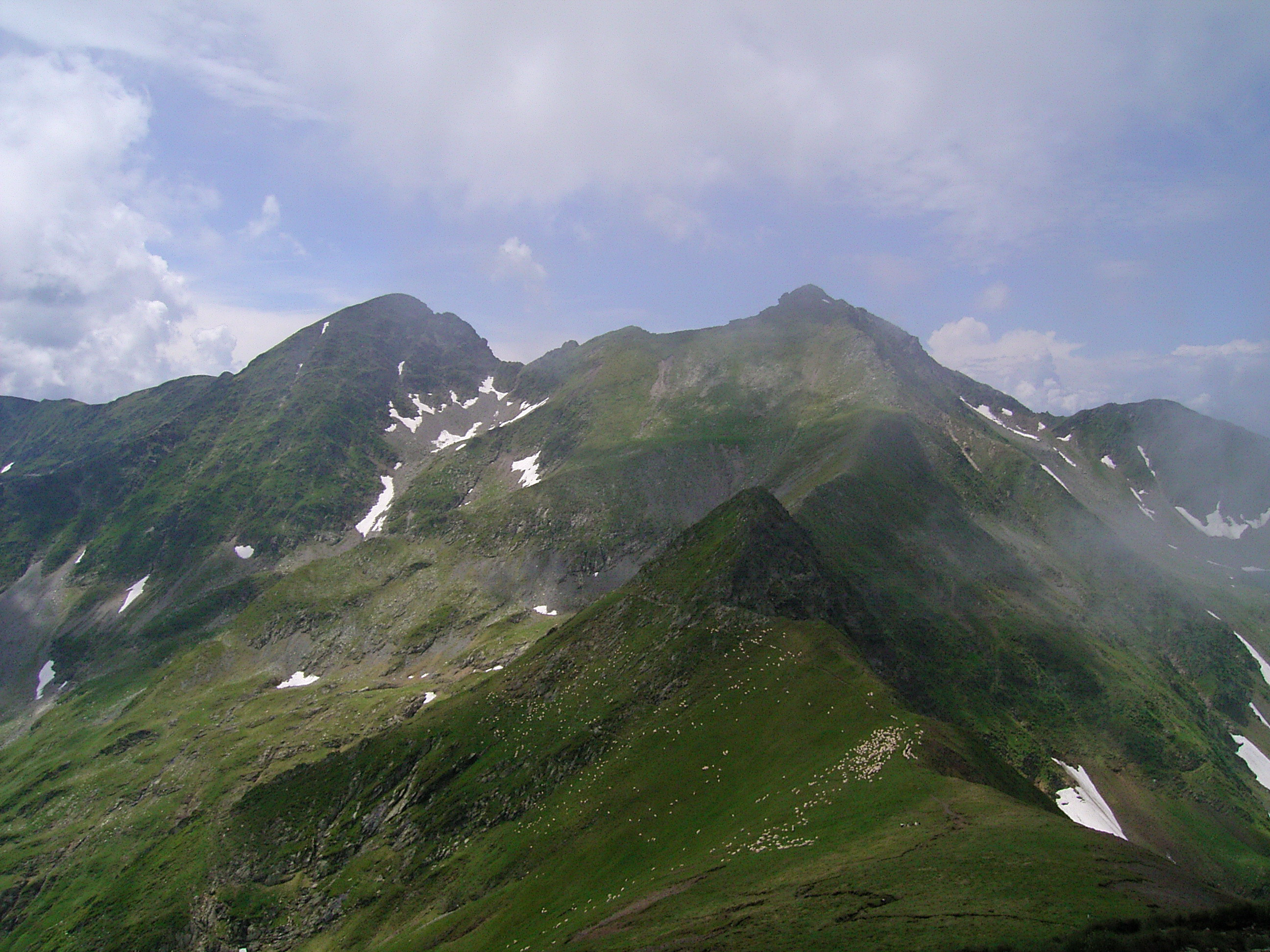
Vârfurile Ciortea şi Boiu